# Pick Withers
David "Pick" Withers (Leicester, 4 de abril de 1948) é um baterista de rock e jazz inglês. Ele foi o primeiro baterista original da banda de rock Dire Straits e tocou em seus primeiros quatro álbuns, que incluíram singles de sucesso como "Sultans of Swing", "Romeo and Juliet" e "Private Investigations". Withers foi introduzido no Rock and Roll Hall of Fame como um membro do Dire Straits em 2018.

## Biografia
Ensinado pelo amigo de infância Richard Storer, Withers tocou bateria pela primeira vez em sua cidade natal em Leicester, Inglaterra. Ele se tornou um músico profissional aos 17 anos, em uma banda chamada Primitives. Isso foi seguido por uma banda chamada Spring, que tinha um contrato de gravação, mas pouco sucesso; eles lançaram um álbum pelo selo RCA. Seu apelido foi sujeito a algumas variações na grafia. Durante seu tempo com a banda Spring, ele foi classificado como Pique Withers. Ele é anunciado como Pic Withers em sua aparição no segundo álbum da banda de blues Brewers Droop. Withers também estudou na escola de bateria Drumtech em Londres. 

## Dire Straits
Withers conheceu Mark Knopfler por volta de 1976 no norte de Londres. Withers foi brevemente um membro da banda de folk-rock Magna Carta em 1977, mas uma vez que Dire Straits ganhou um contrato de gravação, ele passou a tocar bateria para essa banda em tempo integral. Seu estilo com Dire Straits é distinto por ser contido, favorecendo combinações esparsas de caixa e chimbal em vez de batidas pesadas, velocidade e floreios pirotécnicos. Tocou nos álbuns: Dire Straits (1978), Communiqué (1979), Making Movies (1980) e Love Over Gold (1982). Withers deixou o Dire Straits no verão de 1982, logo após completar as sessões de Love Over Gold. Em uma entrevista de 2021 na qual foi perguntado por que ele saiu, Withers disse que a banda estava ficando muito alta, ele estava cansado e queria tentar coisas novas. Seu substituto no Dire Straits foi o galês Terry Williams. Em 2021, Withers reapareceu com uma nova banda de rhythm and blues chamada 'Slim Pickin's'.

## Discografia

### Com Dire Straits
- 1978 - Dire Straits
- 1979 - Communiqué
- 1980 - Making Movies
- 1982 - Love Over Gold

### Com outros
- 1971 - Spring, Spring
- 1973 - How Long Is Forever, Prelude
- 1979 - Slow Train Coming, Bob Dylan
- 2013 - Giant From The Blue, Gary Fletcher Band
- 1982 - Sleepwalking, Gerry Rafferty
- 1977 - A Rare Conundrum, Bert Jansch
- 1973 - The Booze Brothers, Brewers Droop